# Barna tézia
A barna tézia (Tesia superciliaris) a verébalakúak (Passeriformes) rendjébe, ezen belül a Cettiidae családba és a Tesia nembe tartozó faj. 7 centiméter hosszú. Jáva nedves hegyvidéki erdőiben él, 1000-3000 méteres tengerszint feletti magasságon. Kis gerinctelenekkel táplálkozik.

## Fordítás
- Ez a szócikk részben vagy egészben  a   Javan tesia című angol Wikipédia-szócikk fordításán alapul.  Az eredeti cikk szerkesztőit annak laptörténete sorolja fel. Ez a jelzés csupán a megfogalmazás eredetét és a szerzői jogokat jelzi, nem szolgál a cikkben szereplő információk forrásmegjelöléseként.